# Anita Koniusz
Anita Maria Koniusz z domu Pawłowska (ur. 1 września 1970 w Pińczowie) – polski samorządowiec i urzędniczka, od 2024 członek zarządu województwa świętokrzyskiego VII kadencji.

## Życiorys
Córka Jana i Marii. W 1999 uzyskała tytuł technika fizjoterapii w liceum medycznym w Busku-Zdrój. Obroniła tytuły licencjata filologii angielskiej w Wyższej Szkole Umiejętności im. Stanisława Staszica w Kielcach (2012) i magisterium z zarządzania na Wydziale Prawa i Nauk Społecznych Uniwersytetu Humanistyczno-Przyrodniczego Jana Kochanowskiego w Kielcach (2008). Kształciła się w zakresie zarządzania oświatą, została absolwentką studiów podyplomowych typu MBA na Katolickim Uniwersytecie Lubelskim Jana Pawła II (2022). Przez kilkanaście lat pracowała w Agencji Restrukturyzacji i Modernizacji Rolnictwa, w tym na stanowiskach kierowniczych. W 2021 została dyrektor Centrum Kształcenia Zawodowego i Ustawicznego w Morawicy. Z ramienia OPZZ Rolników i Organizacji Rolniczych weszła w skład rady społecznej kieleckiego oddziału Krajowego Ośrodka Wsparcia Rolnictwa.
Zaangażowała się w działalność polityczną w ramach Solidarnej Polski (w 2023 przemianowanej na Suwerenną Polskę), z którą przystąpiła do Prawa i Sprawiedliwości. Z listy PiS bez powodzenia kandydowała w 2014 do rady powiatu pińczowskiego, a w 2018 do rady miejskiej Pińczowa. W 2024 wybrana radną sejmiku świętokrzyskiego. 6 maja 2024 została powołana na stanowisko członka zarządu województwa świętokrzyskiego z odpowiedzialnością za edukację, kulturę, sport i turystykę. W tym samym roku została prezesem Regionalnej Organizacji Turystycznej Województwa Świętokrzyskiego.